# I-166 (tàu ngầm Nhật)
I-66, sau đổi tên thành I-166, là một tàu ngầm tuần dương  Lớp Kaidai thuộc phân lớp Kaidai V nhập biên chế cùng Hải quân Đế quốc Nhật Bản vào năm 1932. Nó đã phục vụ trong suốt Chiến tranh Thế giới thứ hai, hỗ trợ cho chiến dịch xâm chiếm Malaya và Đông Ấn thuộc Hà Lan, tham gia Trận Midway, cũng như thực hiện nhiều chuyến tuần tra trong Ấn Độ Dương trước khi bị tàu ngầm Anh HMS Telemachus đánh chìm vào ngày 17 tháng 7, 1944.

## Thiết kế và chế tạo

### Thiết kế
Phân lớp tàu ngầm Kaidai V là phiên bản được cải tiến từ phân lớp Kaidai IV dẫn trước. Chúng có trọng lượng choán nước 1.732 tấn (1.705 tấn Anh) khi nổi và 2.367 tấn (2.330 tấn Anh) khi lặn, lườn tàu có chiều dài 97,7 m (320 ft 6 in), mạn tàu rộng 8,2 m (26 ft 11 in) và mớn nước sâu 4,70 m (15 ft 5 in). Con tàu có thể lặn sâu 75 m (246 ft) và có một thủy thủ đoàn đầy đủ bao gồm 75 sĩ quan và thủy thủ.
Chiếc tàu ngầm trang bị hai động cơ diesel 3.400 mã lực phanh (2.535 kW), mỗi chiếc vận hành một trục chân vịt. Khi lặn, mỗi trục được vận hành bởi một động cơ điện 900 mã lực (671 kW). Con tàu có thể đạt tốc độ tối đa 20 hải lý trên giờ (37 km/h; 23 mph) khi nổi và 8,25 hải lý trên giờ (15,28 km/h; 9,49 mph)khi lặn. Khi Kaidai V di chuyển trên mặt nước nó đạt tầm xa hoạt động 10.800 hải lý (20.000 km; 12.400 mi) ở tốc độ 10 hải lý trên giờ (19 km/h; 12 mph), và có thể lặn xa 60 nmi (110 km; 69 mi) ở tốc độ 3 hải lý trên giờ (5,6 km/h; 3,5 mph).
Lớp Kaidai V có sáu ống phóng ngư lôi 53,3 cm (21,0 in), gồm bốn ống trước mũi và hai ống phía đuôi, và mang tổng cộng 14 ngư lôi. Hải pháo trên boong tàu được nâng cấp lên kiểu 10 cm (3,9 in)/50 caliber lưỡng dụng, và bổ sung một súng máy 13,2 mm (0,52 in) phòng không.

### Chế tạo
I-66 được đặt lườn tại Xưởng vũ khí Hải quân Sasebo ở Sasebo vào ngày 8 tháng 11, 1929. Nó được hạ thủy vào ngày 2 tháng 6, 1931, rồi hoàn tất và nhập biên chế vào ngày 10 tháng 11, 1932.

## Lịch sử hoạt động

### 1932 - 1940
Vào ngày nhập biên chế, I-66 cùng tàu ngầm chị em I-67 tham gia Đội tàu ngầm 30 tại Quân khu Hải quân Sasebo. Vào ngày 27 tháng 9, 1934, I-66 rời Ryojun, Mãn Châu để cùng các tàu ngầm I-56, I-57, I-58, I-61, I-62, I-64, I-65 và I-67 thực hiện chuyến đi huấn luyện ngoài khơi Thanh Đảo, Trung Quốc. Sau khi hoàn tất, cả chín chiếc tàu ngầm đều quay về Sasebo, Nhật Bản vào ngày 5 tháng 10, 1934. Nó được cho xuất biên chế vào ngày 1 tháng 11, 1934 và đưa về thành phần dự bị, rồi tái biên chế trở lại vào khoảng đầu năm 1936.
Vào ngày 13 tháng 4, 1936, I-66 cùng các tàu chị em I-65 và I-67 khởi hành từ Fukuoka cho một chuyến đi huấn luyện tại khu vực Thanh Đảo, Trung Quốc. Họ hoàn tất chuyến đi và quay trở về Sasebo vào ngày 22 tháng 4, 1936. Ba chiếc tàu ngầm lại xuất phát từ Makō (nay là Mã Công) thuộc quần đảo Bành Hồ vào ngày 4 tháng 8, 1936 cho một chuyến đi huấn luyện ngoài khơi Hạ Môn; họ quay trở về vào ngày 6 tháng 9, 1936. Sau khi hoạt động được khoảng hai năm, nó lại được cho xuất biên chế vào ngày 1 tháng 12, 1937 và quay trở lại thành phần dự bị. I-66 nhập biên chế trở lại vào ngày 1 tháng 9, 1939.
Vào ngày 11 tháng 10, 1940, I-66 cùng với 97 tàu chiến khác và 527 máy bay hải quân Nhật Bản tập trung tại vịnh Yokohama để tham gia cuộc duyệt binh hạm đội lớn nhất trong lịch sử Nhật Bản, nhân kỷ niệm 2.600 năm đăng quang của Thiên hoàng Jimmu. Hơn một năm sau đó, trong một đợt thực hành cơ động, nó mắc tai nạn va chạm với tàu ngầm I-7 trong vịnh Saeki vào sáng sớm ngày 21 tháng 10, 1941, cả hai chỉ bị hư hại nhẹ.

### 1941
Vào ngày 28 tháng 08, 1941, Thiếu tá Hải quân Yoshitome Zennosuke nhận chức hạm trưởng I-66. Khi lực lượng Hải quân Nhật Bản bắt đầu được huy động để chuẩn bị cho cuộc xung đột tại Thái Bình Dương, Đội tàu ngầm 30, bao gồm I-65 và I-66, trực thuộc Hải đội Tàu ngầm 5, khởi hành từ Sasebo vào ngày 26 tháng 11, để hướng sang Palau. Tuy nhiên lúc đang trên đường đi, toàn bộ hải đội, bao gồm soái hạm là tàu tuần dương hạng nhẹ Yura và Đội tàu ngầm 29, được lệnh chuyển hướng đến Samah (nay là Tam Á) trên đảo Hải Nam, Trung Quốc, đến nơi vào ngày 2 tháng 12.

#### Chuyến tuần tra thứ nhất
I-66 cùng với I-65 khởi hành từ Samah vào ngày 5 tháng 12 cho chuyến tuần tra đầu tiên trong chiến tranh, hỗ trợ cho chiến dịch xâm chiếm Mã Lai thuộc Anh, đi đến khu vực tuần tra trong biển Đông ngoài khơi bán đảo Mã Lai. Xung đột chính thức bắt đầu vào ngày 8 tháng 12, (7 tháng 12 bên kia đường đổi ngày), khi Hải quân Nhật bất ngờ tấn công căn cứ Trân Châu Cảng của Hải quân Hoa Kỳ. Nhật Bản cũng bắt đầu xâm chiếm Malaya vào ngày hôm đó, khi I-66 hoạt động ở vị trí khoảng 50 nmi (93 km) ngoài khơi Trengganu, Malaya, cùng các tàu ngầm I-57, I-58, I-62 và I-64 hình thành nên tuyến tuần tra.
I-66 cùng với I-65 được cho tách ra vào ngày 13 tháng 12 để làm nhiệm vụ trinh sát Kuching nhằm hỗ trợ cho hoạt động xâm chiếm Sarawak và Bắc Borneo, bắt đầu từ ngày 16 tháng 12; hai chiếc tàu ngầm được cảnh báo về tàu ngầm Đồng Minh hoạt động ngoài khơi Kuching. Đến ngày 24 tháng 12, ở vị trí 60 nmi (110 km) phía Tây Bắc Kuching, trong lúc chuẩn bị trồi lên mặt nước để nạp lại điện cho ắc-quy, I-66 phát hiện tàu ngầm Hà Lan HNLMS K XVI đang đi trên mặt nước phía mũi bên mạn trái ở khoảng cách 5.500 yd (5.000 m). Sau khi tiếp cận mục tiêu ngầm dưới nước, I-66 phóng một quả ngư lôi tấn công lúc 10 giờ 28 phút, khiến K XVI vỡ làm đôi và đắm tại tọa độ 02°26′B 109°49′Đ / 2,433°B 109,817°Đ; toàn bộ 36 thành viên thủy thủ đoàn đều tử trận.
I-66 được điều về Đơn vị Tuần tra B vào ngày 26 tháng 12, rồi kết thúc chuyến tuần tra và quay trở về căn cứ tại vịnh Cam Ranh, Đông Dương thuộc Pháp vào ngày 27 tháng 12.

### 1942

#### Chuyến tuần tra thứ hai
Trong thành phần Đơn vị Tuần tra B, I-66 có nhiệm vụ càn quét tàu bè Đồng Minh trong Ấn Độ Dương về phía Tây kinh độ 106 Đông, hoạt động từ căn cứ Penang trên bán đảo Mã Lai] vừa mới bị Nhật chiếm đóng. Nó khởi hành từ vịnh Cam Ranh vào ngày 5 tháng 1, 1942 cho chuyến tuần tra thứ hai để hoạt động trong Ấn Độ Dương về phía Nam eo biển Lombok, trong biển Andaman và trong vịnh Bengal. Trong biển Java, ở vị trí 10 nmi (19 km) về phía Tây Nam eo biển Lombok vào ngày 11 tháng 1, nó phóng ngư lôi tấn công tàu vận tải Lục quân Hoa Kỳ USAT Liberty (6.211 tấn), vốn đang vận chuyển cao su và thuốc nổ xuất phát từ cảng Tanjung Priok, Đông Ấn thuộc Hà Lan. Trúng ngư lôi lúc 04 giờ 15 phút, Liberty hư hại nặng và chết đứng tại tọa độ 08°54′N 115°28′Đ / 8,9°N 115,467°Đ. Tàu khu trục Hoa Kỳ USS Paul Jones (DD-230) và tàu khu trục Hà Lan HNLMS Van Ghent tìm cách kéo Liberty đến cảng Singaraja tại bở biển phía Bắc đảo Bali, nhưng chiếc tàu vận tải ngập nước nhiều đến mức nó mắc cạn ngoài khơi bờ biển phía Bắc Bali, rồi lật úp vào ngày 14 tháng 1, trở thành một tổn thất toàn bộ.
Đến ngày 21 tháng 1, trong biển Andaman, I-66 phóng ngư lôi lúc 15 giờ 16 phút tấn công tàu buôn Panama Nord (3.193 tấn) vốn đang trên đường từ Calcutta, Ấn Độ đến Rangoon, Miến Điện (nay là Yangon, Myanmar); Nord đắm tại tọa độ 15°28′B 094°36′Đ / 15,467°B 94,6°Đ mà không có tổn thất nhân mạng. Sang ngày hôm sau, trong vịnh Bengal về phía Tây Nam Bassein, Burma, lúc 05 giờ 25 phút, nó tiếp tục phóng ngư lôi tấn công tàu chở hàng Anh Chak Sang (2.358 tấn) vốn đang trên đường từ Madras, Ấn Độ đến Rangoon. Sau khi Chak Sang trúng ngư lôi và bị hư hại, I-66 trồi lên mật nước và kết liễu mục tiêu bằng hải pháo, khiến Chak Sang đắm tại tọa độ 15°42′B 095°02′Đ / 15,7°B 95,033°Đ; năm thủy thủ trong số 66 thành viên thủy thủ đoàn đã thiệt mạng. I-66 kết thúc chuyến tuần tra và quay trở về căn cứ Penang vào ngày 29 tháng 1.  Tại đây I-66 tiếp nhận vai trò soái hạm của Đội tàu ngầm 30.

#### Chuyến tuần tra thứ ba
Khởi hành từ Penang vào ngày 9 tháng 2 cho chuyến tuần tra thứ ba, I-66 tiếp tục hoạt động trong Ấn Độ Dương ngoài khơi Ceylon (nay là Sri Lanka). Lúc 08 giờ 17 phút ngày 14 tháng 2, đang khi hoạt động về phía Đông Trincomalee, Ceylon, nó phóng ngư lôi tấn công tàu buôn Anh Kamuning (3.076 tấn), vốn đang vận chuyển gạo từ Rangoon đến Colombo, Ceylon. Sau đó I-66 trồi lên mặt nước và tiếp tục bắn phá mục tiêu bằng hải pháo, khiến sáu thủy thủ trong số 69 thành viên thủy thủ đoàn thiệt mạng. Kamuning còn nổi được, nhưng đang khi được kéo về Trincomalee, nó đắm tại tọa độ 08°35′B 081°26′Đ / 8,583°B 81,433°Đ. I-66 kết thúc chuyến tuần tra và quay trở về căn cứ Penang vào ngày 2 tháng 3.
Đến ngày 15 tháng 3, I-66 cùng với I-65 khởi hành từ Penang để quay trở về Sasebo, đến nơi vào ngày 28 tháng 3. Đội tàu ngầm 30, giờ đây bao gồm I-64, I-65 và I-66 trực thuộc Hải đội Tàu ngầm 5, rời Sasebo vào ngày 16 tháng 5, để hướng sang Kwajalein thuộc quần đảo Marshall. Lúc đang trên đường đi, nó được đổi tên thành I-166 vào ngày 20 tháng 5, và đi đến Kwajalein vào ngày 24 tháng 5.

#### Chuyến tuần tra thứ tư - Trận Midway
I-166 rời Kwajalein vào ngày 26 tháng 5 cho chuyến tuần tra thứ tư, hỗ trợ cho Chiến dịch MI, là kế hoạch xâm chiếm đảo Midway, trong đó Hải đội Tàu ngầm 5 tham gia vào Lực lượng Viễn chinh Tiền phương. I-166 hoạt động trên một tuyến tuần tra giữa 28°20′B 162°20′T / 28,333°B 162,333°T và 26°00′B 165°00′T / 26°B 165°T, vốn còn bao gồm các tàu ngầm I-156, I-157, I-158, I-159, I-162 và I-165. Hải quân Nhật Bản chịu đựng một thất bại lớn vào ngày 4 tháng 6 trong trận Midway, đúng vào ngày Tư lệnh Đệ Lục hạm đội, Phó đô đốc Komatsu Teruhisa, ra lệnh cho các tàu ngầm trong tuyến tuần tra tiến sang phía Tây.
Sau khi Đô đốc Yamamoto Isoroku, Tổng tư lệnh Hạm đội Liên hợp, ra lệnh cho Komatsu bố trí các tàu ngầm dưới quyền xen giữa hạm đội Nhật Bản đang rút lui và các tàu sân bay Hoa Kỳ, các tàu ngầm bắt đầu rút lui dần về hướng Tây Bắc, di chuyển ngầm với tốc độ 3 kn (5,6 km/h) vào ban ngày và 14 kn (26 km/h) khi trời tối. I-166 không bắt gặp mục tiêu nào trong suốt trận chiến, và về đến Sasebo vào ngày 26 tháng 6. Tại đây chiếc tàu ngầm được đại tu, và trong thời gian này Hải đội Tàu ngầm 5 được giải thể, nên Đội tàu ngầm 30 được điều về Hạm đội Khu vực Tây Nam từ ngày 10 tháng 7. Sau khi hoàn tất việc đại tu, nó rời Sasebo vào ngày 22 tháng 7, và đi đến Penang vào ngày 6 tháng 8.

#### Chuyến tuần tra thứ năm
I-166 bắt đầu chuyến tuần tra thứ năm khi rời Penang vào ngày 11 tháng 8 để hoạt động trở lại trong Ấn Đô Dương. Trong chuyến đi này nó tự nhận đã đánh chìm hai tàu buôn Đồng Minh trong các ngày 16 và 17 tháng 8. Nó kết thúc chuyến tuần tra và quay trở về căn cứ Penang vào ngày 31 tháng 8.

#### Chuyến tuần tra thứ sáu
Trong chuyến tuần tra thứ sáu từ ngày 18 tháng 9 đến ngày 11 tháng 10, I-166 xuất phát từ Penang để tiếp tục hoạt động trong Ấn Đô Dương. Nó tấn công một tàu buôn Đồng Minh không rõ nhận dạng vào ngày 29 tháng 9, nhưng các quả ngư lôi bị trượt và mục tiêu chạy thoát. Đến ngày 1 tháng 10, nó cho đổ bộ ba người nổi dậy thuộc Quân đội Quốc gia Ấn Độ (bù nhìn của Nhật) lên Ceylon. Trong ngày hôm đó, lúc 13 giờ 10 phút, nó tấn công chiếc tàu buôn Panama Camila (1.201 tấn) bằng hải pháo, khiến mục tiêu bốc cháy và mắc cạn tại tọa độ 08°10′B 077°41′Đ / 8,167°B 77,683°Đ, trở thành một tổn thất toàn bộ. I-166 kết thúc chuyến tuần tra tại Penang.

#### Chuyến tuần tra thứ bảy
Khởi hành từ Penang vào ngày 5 tháng 11 cho chuyến tuần tra thứ bảy, I-166 quay trở lại hoạt động trong khu vực Ấn Đô Dương. Vào ngày 13 tháng 11, nó tấn công một tàu buôn Đồng Minh không rõ nhận dạng trong biển Arabian bằng ngư lôi, nhưng không trúng đích và mục tiêu chạy thoát. Trong biển Arabian về phía Nam Kanyakumari vào ngày 23 tháng 11, nó phóng ngư lôi tấn công tàu buôn vũ trang Anh Cranfield (5.332 tấn), vốn đang trên đường từ Calcutta đến Suez, Ai Cập. Cranfield đắm tại tọa độ 08°26′B 076°42′Đ / 8,433°B 76,7°Đ, với chín thủy thủ thiệt mạng và 67 người khác sống sót. I-166 kết thúc chuyến tuần tra và quay trở về căn cứ Penang vào ngày 28 tháng 11.

#### Chuyến tuần tra thứ tám
I-166 rời Penang vào ngày 5 tháng 12 cho chuyến tuần tra thứ tám, hướng đến khu vực hoạt động được chỉ định tại Ấn Độ Dương ngoài khơi bờ biển Tây Bắc Australia. Tuy nhiên không lâu sau đó, nó được lệnh đổi hướng để bắn phá quần đảo Cocos. Nó bắn phá hòn đảo này vào ngày 25 tháng 12, nhưng không có hoạt động nào khác, rồi kết thúc chuyến tuần tra vào quay trở về cảng Surabaya, Java vào ngày 27 tháng 12.

### 1943

#### Chuyến tuần tra thứ chín
I-166 rời Surabaya không lâu sau đó để quay trở về Sasebo, đến nơi vào ngày 19 tháng 1, 1943. Nó vào ụ tàu để sửa chữa và đại tu, và sau khi công việc hoàn tất, nó rời Sasebo vào đầu tháng 7, đi đến Surabaya vào giữa tháng 7. Chiếc tàu ngầm lên đường không lâu sau đó cho chuyến tuần tra thứ chín trong Ấn Độ Dương giữa Fremantle, Australia và eo biển Lombok Strait. Không tìm thấy mục tiêu nào đáng kể, nó đi đến Balikpapan, Borneo vào ngày 10 tháng 9, rồi tiếp tục hành trình vào ngày hôm sau để hướng sang Singapore, đến nơi vào ngày 13 tháng 9. Tai đây I-166 được điều về Hạm đội Khu vực Tây Nam, rồi khởi hành từ Singapore vào ngày 23 tháng 9, và đi đến Penang vào ngày 25 tháng 9.

#### Chuyến tuần tra thứ mười
Vào ngày 9 tháng 10, I-166 khởi hành từ Penang cho chuyến tuần tra thứ mười, và sau khi được tiếp thêm nhiên liệu tại Sabang ở bờ biển phía Bắc Sumatra, đã hướng sang hoạt động tại Ấn Độ Dương. Vào cuối tháng 10, nó phóng ngư lôi tấn công một tàu buôn Đồng Minh không rõ nhận dạng ngoài khơi Colombo, Ceylon, nhưng không trúngg đích. Nó kết thúc chuyến tuần tra và quay trở về Penang vào ngày 13 tháng 11.

#### Chuyến tuần tra thứ mười một
I-166 rời Penang vào ngày 7 tháng 12 cho chuyến tuần tra thứ mười một tại khu vực Ấn Độ Dương. Nó chuyển hướng tuần tra vào ngày 24 tháng 12 để tham gia vào Chiến dịch XO, khi cho đổ bộ sáu người nổi dậy bản địa Ceylon thuộc Quân đội Quốc gia Ấn Độ (bù nhìn của Nhật) lên Kirinda tại bở biển phía Tây Ceylon. Phản gián Anh đã phát hiện ra chiến dịch này, nên cả sáu người đều bị bắt không lâu sau khi đổ bộ và đều bị xử tử. Trong khi đó, I-166 tiếp tục chuyến tuần tra tại khu vực phụ cận eo biển Minicoy, nhưng không bắt gặp mục tiêu nào, và quay trở về Penang vào ngày tháng 1, 1944.

### 1944

#### Chuyến tuần tra thứ mười hai
Trong chuyến tuần tra thứ mười hai từ ngày 7 tháng 2, 1944 đến ngày 13 tháng 3, I-166 xuất phát từ Penang để hoạt động trong khu vực Ấn Độ Dương và vịnh Bengal. Vào ngày 19 tháng 2, nó phóng ngư lôi tấn công tàu chở dầu Anh British Fusilier (6.943 tấn), nhưng cả hai quả ngư lôi phóng ra đều bị trượt, và mục tiêu chạy thoát. Nó kết thúc chuyến tuần tra tại Penang.

#### Bị mất
Vào ngày 25 tháng 3, Đội tàu ngầm 3 của I-166 được điều sang Hải đội Tàu ngầm 8, rồi đến ngày 27 tháng 4, con tàu lên đường cho một nhiệm vụ tiếp liệu, rồi quay trở lại Penang vào ngày 1 tháng 6. Vào xế trưa ngày 16 tháng 7, nó rời Penang để gặp gỡ Lực lượng Tấn công Phân tán thứ nhất dưới quyền Phó đô đốc Takeo Kurita tại Lingga Roads, nơi I-166 sẽ cùng tàu ngầm I-37 phục vụ cho việc huấn luyện chống tàu ngầm của các tàu khu trục trong cuộc tập trận của Đệ Nhị hạm đội.
Vào ngày 17 tháng 7, tàu ngầm Anh HMS Telemachus tuần tra ở độ sâu kính tiềm vọng trong eo biển Malacca cách hải đăng One Fathom Bank 7 nmi (13 km) về phía Đông Nam trong hoàn cảnh tầm nhìn kém. Nó phát hiện I-166 di chuyển trên mắt nước hướng thẳng đến nó ở khoảng cách 4 nmi (7,4 km) lúc 07 giờ 08 phút, theo hướng 325 độ với vận tốc khoảng 18 kn (33 km/h); Telemachus cũng dò được tín hiệu sonar thụ động của mục tiêu ngay sau đó. Đến 07 giờ 20 phút, nó phóng một loạt sáu quả ngư lôi tấn công từ khoảng cách 1.500 yd (1.400 m), và bị trồi lên mặt nước trong một lúc, vì các quả ngư lôi kiểu mới nặng hơn kiểu mà nó quen thuộc trước đây. Một quả ngư lôi đánh trúng sau 90 giây đã khiến phần đuôi của I-166 nổ tung, và nó đắm tại vùng nước sâu 130 ft (40 m) tại tọa độ 02°48′B 101°03′Đ / 2,8°B 101,05°Đ. Mười thành viên thủy thủ đoàn bị vụ nổ hất tung xuống nước và được cứu vớt, còn 88 người khác tử trận cùng con tàu.
Căn cứ hải quân Nhật Bản tại Penang phái tàu rải mìn Wa-4 cùng hai tàu phóng lôi, được hỗ trợ bởi một máy bay ném bom Lục quân Mitsubishi Ki-21 ("Sally"), tìm kiếm và đánh chìm Telemachus. Wa-4 đã thả 12 quả mìn sâu, và chiếc Ki-21 ném hai quả bom 60 kg, nhưng Telemachus thoát được mà không bị hư hại.
I-166 được rút tên khỏi đăng bạ vào ngày 10 tháng 9, 1944.